# Dominik (biskup gnieźnieński)
Dominik (ur. ?, zm. ?) – polski duchowny rzymskokatolicki, biskup pomocniczy gnieźnieński.

## Życiorys
W 1310 papież Klemens V prekonizował go biskupem pomocniczym archidiecezji gnieźnieńskiej. Brak informacji, kiedy i od kogo przyjął sakrę biskupią.